# Харијалах
Харијалах (рус. Харыялах; јакутски: Харыйалаах) село је у Олењочком рејону, на северозападу Републике Јакутије у Русији. Харијалах се налази 3 км. западно од Олењока, центра рејона.
Налази се на правој обали Олењока, која утиче у Лаптевско море.

## Становништво
| 1989. | 2002. | 2010. |
| ----- | ----- | ----- |
| 800   | 854   | 846   |